# 胡安·何塞·蘇尼加
胡安·何塞·蘇尼加·馬西亞斯（發音：[ˈxwaŋ xoˈse ˈsuɲiɣa maˈsias]）是一名玻利維亞軍官，於2022年11月起擔任玻利維亞陸軍總司令，直至2024年6月在玻利維亞未遂政變後被解職。

## 背景
蘇尼加在2012年至2013年期間擔任REIM-23 Max Toledo團上校。他被指控在任職期間貪污了270萬玻利維亞諾，用於收入尊严和胡安奇托·平托現金轉移計劃，並被監禁七天。隨後，他擔任情報官員。
在擔任參謀長和准將之後，总统路易斯·阿爾塞於2022年11月1日頒布法令，任命蘇尼加為玻利維亞陸軍總司令。

## 與埃沃·莫拉萊斯的衝突
2024年6月24日，蘇尼加宣布，如果前總統埃沃·莫拉萊斯作為候選人參加2025年的下屆總統選舉，玻利維亞武裝部隊將逮捕他。在對莫拉萊斯的威脅中，他將這位前總統稱為「叛徒」，並指責他策劃了一場反對現政府的革命，同時表示玻利維亞憲法將阻止莫拉萊斯重新掌權。在祖尼加發表聲明後，他於2024年6月25日被解除總司令職務。
在此之前，蘇尼加被莫拉萊斯指控為軍事組織帕查喬（Pachajcho）的指揮官，據稱陰謀消滅前總統，是針對古柯生產領導人和政治反對派的「黑色計劃」的一部分。

## 2024年未遂政變
蘇尼加是2024年6月26日玻利維亞未遂政變的主要幕後領導人，企圖「恢復民主」。阿爾塞要求蘇尼加遣散佔領拉巴斯主廣場的士兵。不久，蘇尼加被警方拘留。蘇尼加在被捕前聲稱，他6月23日在會見了阿爾塞，據稱阿爾塞命令他在街頭部署坦克，企圖發動自我政變，並稱這對提高他的聲望很有必要。